# Tecumseh Fitch
W. Tecumseh Fitch (eigtl. William Tecumseh Sherman Fitch III; * 1963 in Boston) ist ein US-amerikanischer Evolutions- und Kognitionsbiologe.

## Leben
Fitch studierte an der Brown University in Providence und war dort ab 1989 bis zu seiner Promotion 1994 als Wissenschaftlicher Assistent tätig. Als Post Doc arbeitete er von 1996 bis 1999 am Massachusetts Institute of Technology in Cambridge. Von 1999 bis 2002 lehrte er an der Harvard University und war anschließend bis 2003 Gastdozent am Wissenschaftskolleg zu Berlin, bevor er an die University of St Andrews berufen wurde, wo er bis 2009 am Institut für Psychologie unterrichtete. Im Wintersemester 2005/2006 bekleidete er eine Leibniz-Gastprofessur an der Universität Leipzig und lehrte am Leipziger Max-Planck-Institut für Kognitions- und Neurowissenschaften. 2009 nahm Fitch einen Ruf an die Universität Wien an, wo er seither das Institut für Kognitionsbiologie leitet; daneben ist er Honorarprofessor an der University of St Andrews.
2025 wurde Fitch zum Mitglied der National Academy of Sciences gewählt.
Fitch ist ein direkter Nachkomme des US-amerikanischen Generals William T. Sherman, dem er seinen Namen verdankt.

## Forschung
Fitchs Forschungsschwerpunkte sind die Evolution und neurowissenschaftlichen Grundlagen der Kognition und Kommunikation, die Theoretische Biologie, die Biolinguistik und Bioakustik sowie die Biomusik. Er ist Mitherausgeber der Fachzeitschriften Biolinguistics und Journal of Experimental Biology.

## Schriften (Auswahl)
Monographien
- The Evolution of Language. Cambridge University Press, Cambridge 2010.

Aufsätze
- Vocal tract length and formant frequency dispersion correlate with body size in rhesus macaques. In: Journal of the Acoustical Society of America, Band 102, 1997, S. 1213–1222.
- The evolution of speech: A comparative review. In: Trends in Cognitive Sciences, Band 4, 2000, S. 258–267.
- (zusammen mit David Réby): The descended larynx is not uniquely human. In: Proceedings of the Royal Society, Abteilung B: Biological Sciences, Band 268, 2001, S. 1669–1675.
- (zusammen mit Marc Hauser und Noam Chomsky): The Language Faculty: What is it, who has it, and how did it evolve? In: Science, Band 298, 2002, S. 1569–1579.
- (zusammen mit Marc Hauser): Computational constraints on syntactic processing in a nonhuman primate. In: Science, Band 303, 2004, S. 377–380.
- The evolution of language: A comparative review. In: Biology and Philosophy, Band 20, 2006, S. 193–230.
- The biology and evolution of music: A comparative perspective. In: Cognition, Band 100, 2006, S. 173–215.
- Prolegomena to a future science of biolinguistics. In: Biolinguistics, Band 3.4, 2009, S. 283–320.
- Fitch, W. T. (2020): Animal cognition and the evolution of human language: why we cannot focus solely on communication. Philosophical Transactions of the Royal Society B, 375(1789), 20190046.
- Savage, P. E., Loui, P., Tarr, B., Schachner, A., Glowacki, L., Mithen, S., & Fitch, W. T. (2021): Music as a coevolved system for social bonding. Behavioral and Brain Sciences, 44, e59.
- Fitch, W. Tecumseh (2025): Applying nonlinear dynamics to the voice: a historical perspective. Phil. Trans. R. Soc. B38020240024. http://doi.org/10.1098/rstb.2024.0024.